# ティーズ川
ティーズ川（ティーズかわ、英語: River Tees）は、イングランド北東部を流れる河川。河口は北海に面する。

## 概要
源流はペナイン山脈北部（北ペナイン山脈南西部）のクロスフェル山。上流部は典型的なデール（U字谷）地形で、コールドロン・スナウトやイギリス最大規模のハイフォース滝などの滝がある。右岸支流のルーン川、ボーダー川、グレタ川と合流した後、ダラム州のバーナードキャッスルを過ぎると肥沃な平野を蛇行する。ダラム州ダーリントンの南方、ストックトン＝オン＝ティーズを流れた後、ミドルズブラの下流で三角江をなして北海に注ぐ。河口部には広大な干潟がある。
この川はダラムとヨークシャーの歴史的カウンティの境界線をなす。

## 生態系
上流部のアッパーティーズデール地域およびカウグリーン貯水池は付近のカンブリア州にも跨ぐムーア地帯のムーアハウス・アンド・クロスフェル地域と共に「ムーアハウス＝アッパーティーズデール国立自然保護区」をなしており、1976年から2012年まではユネスコの生物圏保護区にも指定されていた。アッパーティーズデールには草地と山地の植生が広がっており、特に後氷期植生の高山植物の植物相がある。ゲンチアナ・ウェルナ、チシマヒメカラマツ、エゾノチチコグサ、ムカゴトラノオなどの希少種やタチキジムシロ、タイム、ガリウム・サクサタイル、ドッグバイオレット、ヒナギク、イトシャジン、ビオラ・ルテアなどが挙げられる。動物としてはキノコバエ、コチョウゲンボウ、ハヤブサ、ヨーロッパノスリ、コミミズクが生息している。
河口部と付近の海岸には砂地、干潟、岩礁海岸、塩性湿地、淡水湿地、砂丘など多様な地形があり、様々な種類の水鳥の生息地と越冬地となっている。1995年にラムサール条約に登録された。

## 産業
ティーズ川流域にはダラム炭田とクリーブランド鉄鉱山が存在する。1825年にストックトン・アンド・ダーリントン鉄道が開通したことを契機に、河口付近のティーズサイドと呼ばれる地域に製鉄業、鉄鋼業をはじめとした重工業と都市化が発展した。河口部にはイギリスで最も忙しい港湾の1つ、ティーズポートがある。
製鉄業は、2019年現在もブリティッシュ・スチールの工場として存在している。